# Museum St. Peter an der Sperr

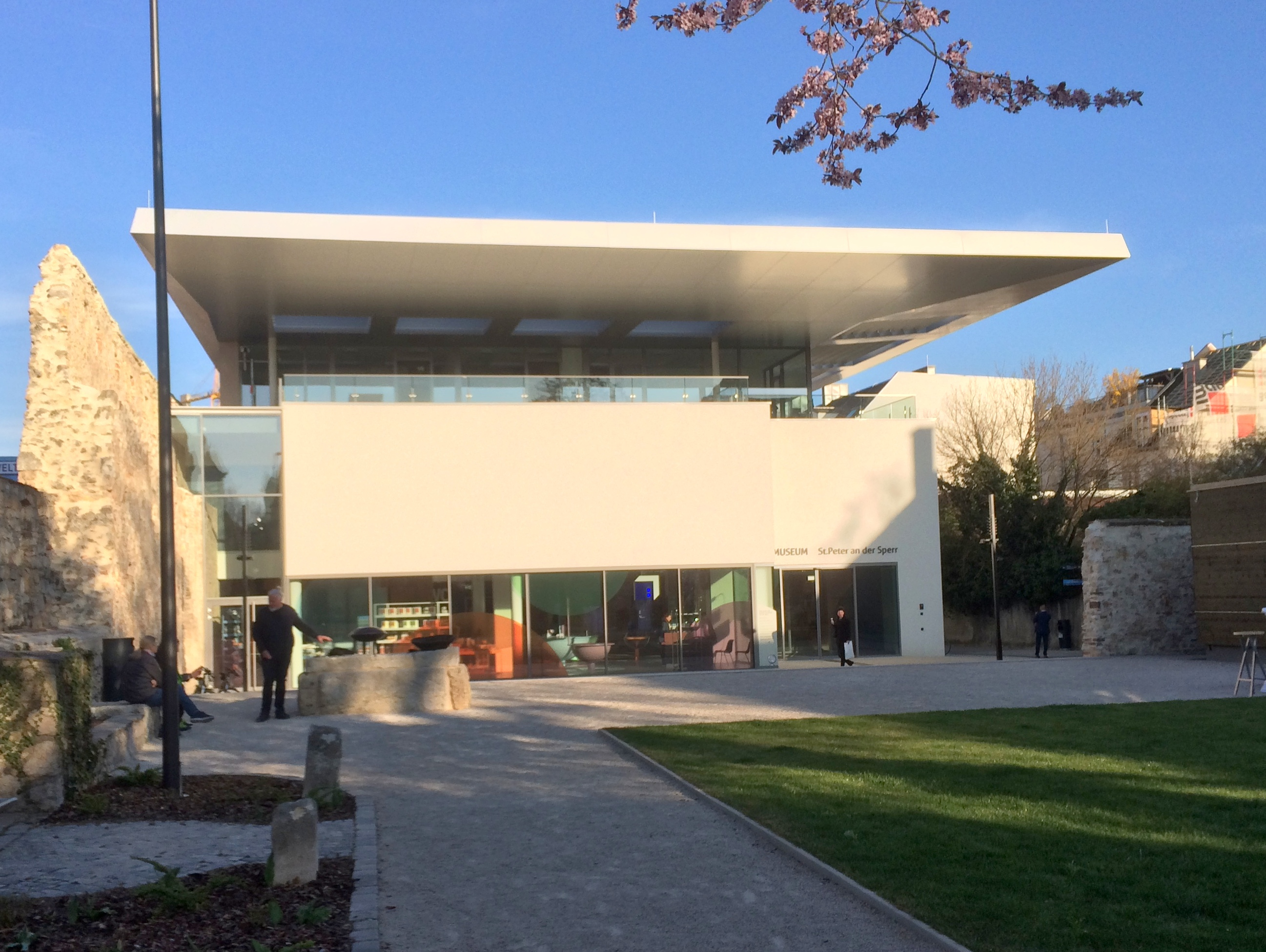
Museum St. Peter an der Sperr (2019)

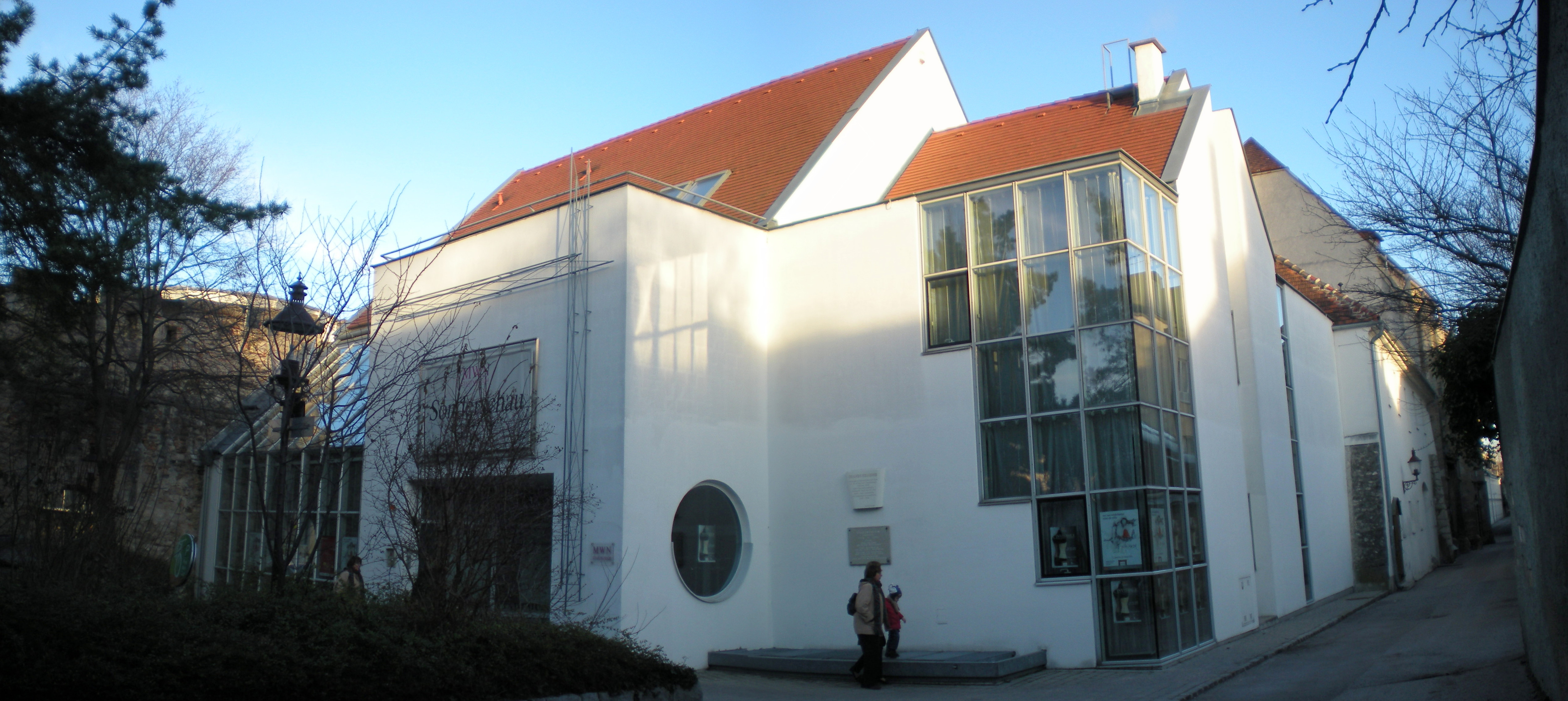
Stadtmuseum Wiener Neustadt (2009)

Das Museum St. Peter an der Sperr steht in der Petersgasse in der Statutarstadt Wiener Neustadt in Niederösterreich. Das ehemalige Dominikanerinnenkloster bzw. Dominikanerkloster steht unter Denkmalschutz (Listeneintrag). Das Stadtmuseum ist mit der Ausstellungskirche St. Peter an der Sperr baulich verbunden.

## Geschichte

### Das Antiquitäten Cabinet
Im Rathaus der Stadt befand sich eine Sammlung, welche als Antiquitäten Cabinet bezeichnet wurde. Der Bürgermeister Felix Mießl beauftragte 1824 den städtischen Beamten Ferdinand Carl Boeheim, nach den Anweisungen des kunstverständigen Magistratsrates Johannes Nepomuk Fronner die Antiquitäten zu ordnen und zu katalogisieren. Das Ergebnis war ein gedrucktes Inventarbuch mit 72 Objektbeschreibungen, darunter der Corvinusbecher, ein silbernes Evangeliar, und mehrere Ölgemälde des Historienmalers Josef Ferdinand Waßhuber aus Wiener Neustadt. 1825 erfolgte eine von Boeheim und Fronner kuratierte Aufstellung im Rathaus.
Durch die weitere Sammlertätigkeit kamen Zunftgegenstände, Münzen, Kunstgegenstände aus aufgelassenen Klöstern, Porzellan und Mobiliar der Biedermeierzeit dazu, sodass Teile der Sammlung, wie die Sammlung der Tonwarenfabrik De Cente, ins Stift Neukloster verlagert wurde.
Der ehrenamtliche Kustos der erweiterten Sammlung, Zisterzienserpater Bernhard Otter, projektierte einen Museumsneubau auf dem Areal des heutigen Esperantoparks, wo nach einem Entwurf des Wiener Architekten Richard Jordan neben dem Museum auch ein Archiv, eine Stadtbibliothek, ein Lesesaal, sowie Büros, Depots und Arbeitsräume geplant wurden. Dieser Plan wurde jedoch nicht realisiert.
Nachdem 1903 das Truppenspital in einem Neubau in der Ungargasse übersiedelte, konnten 1904 die Sammlung und das Archiv in die freigewordene ehemalige Jesuitenresidenz bei der Vorstadtkirche einziehen, womit das Stadtmuseum und das Stadtarchiv Wiener Neustadt in einem eigenen Gebäude entstand. Die Aufstellung der Museumssammlung übernahm der Direktor der Lehrerbildungsanstalt und Stadtrat Josef Mayer, welcher eine vierbändige Stadtchronik verfasste.

### Neugestaltung und Modernisierung
Nach rund neun Monaten Bau- und Umgestaltungszeit wurde am 10. April 2016 die neue Schausammlung des Wiener Neustädter Stadtmuseums mit einem „Tag der offenen Tür“ eröffnet. Wichtigstes Ziel bei der Neuaufstellung der Schausammlung war ein neuer, an den Besonderheiten der Stadtgeschichte orientierter Zugang, sowie die Nachvollziehbarkeit von Entwicklungslinien von der Stadtgeschichte bis heute.
Bei Grabungen im Vorfeld geplanter Umbauarbeiten für die Niederösterreichische Landesausstellung 2019 mit dem Titel „Welt in Bewegung – Stadt.Geschichte.Mobilität“ stießen Archäologen im August 2016 vor dem Museum auf zwei mittelalterliche Gräber. Im Vorfeld der Landesausstellung wurde der Bürgermeistergarten vor dem Museum, der Vorplatz und das Eingangsportal neu gestaltet. Außerdem wurden neue Durch- und Übergänge zwischen dem ehemaligen Stadtmuseum und der Museumskirche St. Peter an der Sperr geschaffen und die Klostergänge revitalisiert. Historische Steine und Wandverzierungen wurden freigelegt und alte Fenster restauriert. Das Museum erhielt den Namen Museum St. Peter an der Sperr. Für den Umbau zeichnete das Architekturbüro koup architekten ZT gmbh verantwortlich, die Revitalisierung der Gebäude kostete fünf Millionen Euro.
Vom 11. bis 12. Januar 2020 wurde mit einer Ausstellung Bildende Kunst der Wiener Neustädter Künstlervereinigung in der Ausstellungskirche St. Peter an der Sperr kurzzeitig eröffnet, das Museum selbst musste aber erst wieder aufgebaut werden.

## Museum

### Dauerausstellung
Im Rahmen der Ausstellung „Neu Stadt Erzählen“ wird die 800-jährige Stadtgeschichte mit historischen Objekten und interaktiven Elementen präsentiert. 
Zu den bedeutendsten Gegenständen der Schausammlung zählt der Corvinusbecher. 

### Sonderausstellungen
- 2007 Modellbauer Koloman Mayrhofer: 1:1 Modell Albatros D.III 253.01, ÖFFAG. Ein legendäres Flugzeug kehrt heim nach Wiener Neustadt.[8]
- 2010 von zwei möglichkeiten nimm die dritte. Federzeichnungen, Mischtechniken, Aquarelle. 1983-2009. der Malerin Elfi Macek
- 2011 Schicksalswege. Die jüdische Gemeinde in Wiener Neustadt, mit einer ergänzenden Ausstellung über die Stolpersteine für Wiener Neustadt (Die Biografien die jüdischen Familien Müller (Baumkirchnerring 5) und Buxbaum (Gröhrmühlgasse 31))
- 2012 Langer Tag der Flucht, UNHCR, Fotoausstellung 60 years 60 lives. mit den Magnum-Photos-Fotografen Antoine D’Agata und Moises Saman[9]

## Museumsleitung
- nach Ende des Zweiten Weltkriegs Georg Niemetz (ehrenamtlicher Kurator)
- 1959–1995 Gertrud Gerhartl
- 1997–2008 Norbert Koppensteiner
- seit 2009 Eveline Klein[10]

## Publikationen
- Maximilian I. Der Aufstieg eines Kaisers. Von seiner Geburt bis zur Alleinherrschaft 1459–1493. Ausstellung vom 25. März – 2. Juli 2000, Autoren: Christa Angermann u. a., Redaktion: Norbert Koppensteiner, Ingrid Riegler. Wiener Neustadt 2000, ISBN 3-85098-248-3.
- Ferdinand I. Herrscher zwischen Blutgericht und Türkenkriegen. Ausstellung vom 26. September 2003 – 6. Jänner 2004, Autoren: Christian Beaufort-Spontin u. a. Redaktion: Norbert Koppensteiner, Ingrid Riegler. Wiener Neustadt 2003, ISBN 3-200-00020-1.